# Don't Leave Me Alone (canção)
"Don't Leave Me Alone" é uma canção do DJ e produtor musical francês David Guetta com a cantora inglesa Anne-Marie. Ela foi escrita por Noonie Bao, Sarah Aarons, Guetta e Lotus IV, com produção dos dois últimos. A canção foi lançada através da What A Music e Parlophone, servindo como quarto single do sétimo álbum de estúdio de Guetta, 7 (2018). Ela também aparece em uma reedição digital do primeiro álbum de estúdio de Marie, Speak Your Mind (2018).

## Recepção crítica
Escrevendo para o Grammy.com, Philip Merrill fez uma resenha positiva à música: "Comovente e simples, esta oração dance-jam para ficar juntos tem uma visão forte e independente".

## Lista de faixas
| Digital download |                                         |                                                    |                       |         |  |
| N.º              | Título                                  | Compositor(es)                                     | Produtor(es)          | Duração |  |
| 1.               | "Don't Leave Me Alone" (com Anne-Marie) | David Guetta Linus Wiklund Noonie Bao Sarah Aarons | David Guetta Lotus IV | 3:03    |  |

| Oliver Heldens Remix |                                                                |         |  |
| N.º                  | Título                                                         | Duração |  |
| 1.                   | "Don't Leave Me Alone" (com Anne-Marie [Oliver Heldens Remix]) | 3:24    |  |

| Remixes EP     |                                                                    |         |  |
| N.º            | Título                                                             | Duração |  |
| 1.             | "Don't Leave Me Alone" (com Anne-Marie [R3hab Remix] [Radio Edit]) | 3:02    |  |
| 2.             | "Don't Leave Me Alone" (com Anne-Marie [David Guetta Remix])       | 4:58    |  |
| 3.             | "Don't Leave Me Alone" (com Anne-Marie [Sidney Samson Remix])      | 4:31    |  |
| 4.             | "Don't Leave Me Alone" (com Anne-Marie [Tom Staar Remix])          | 3:51    |  |
| Duração total: | Duração total:                                                     | 15:42   |  |

## Charts
| Chart (2018)                                      | Melhor posição |
| ------------------------------------------------- | -------------- |
| O campo songid é OBRIGATÓRIO PARA PARADA ALEMÃ    | 68             |
| Austrália (ARIA)                                  | 43             |
| Áustria (Ö3 Austria Top 75)                       | 51             |
| Bélgica (Ultratop 50 de Flandres)                 | 34             |
| Bélgica (Ultratop 50 da Valônia)                  | 44             |
| Canadá (Canadian Hot 100)                         | 66             |
| Croácia (HRT)                                     | 61             |
| Escócia (Scottish Singles Chart)                  | 10             |
| Eslováquia (Singles Digitál Top 100)              | 52             |
| Estados Unidos (Bubbling Under Hot 100 Singles)   | 21             |
| Estados Unidos (Billboard Dance/Electronic Songs) | 14             |
| Hungria (Stream Top 40)                           | 32             |
| Irlanda (IRMA)                                    | 20             |
| Letônia (Latvijas Top 40)                         | 22             |
| Países Baixos (Dutch Top 40)                      | 26             |
| Países Baixos (Single Top 100)                    | 56             |
| Polónia (Polish Airplay Top 100)                  | 40             |
| Portugal (AFP)                                    | 57             |
| Reino Unido (UK Singles Chart)                    | 20             |
| República Checa (Singles Digitál Top 100)         | 49             |
| Singapura (RIAS)                                  | 28             |
| Suécia (Sverigetopplistan)                        | 52             |
| Suíça (Schweizer Hitparade)                       | 63             |

## Histórico de lançamento
| Região | Data                | Formato          | Gravadora               | Ref.   |
| ------ | ------------------- | ---------------- | ----------------------- | ------ |
| Mundo  | 27 de julho de 2018 | Download Digital | What A Music Parlophone | [ 31 ] |